# ČSAP

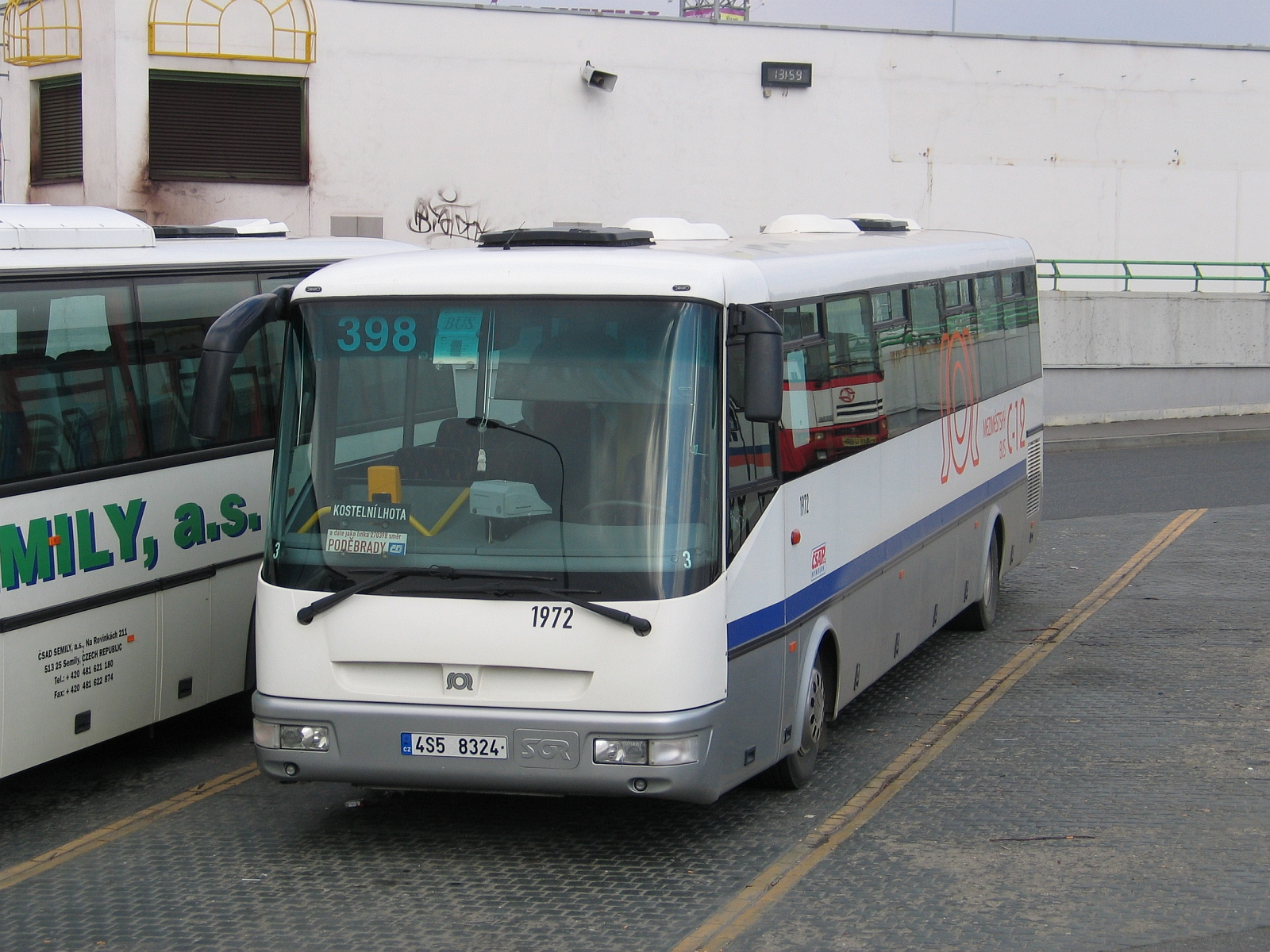
SOR C 12 dopravce ČSAP na lince 398 v Praze na Černém Mostě v dubnu 2006, necelý rok před převedením linky na OAD Kolín

ČSAP s.r.o. (v letech 1992–1994 PROhealth s.r.o., v letech 1994–2000 ČSAD PROhealth s.r.o.) je nymburská dopravní a servisní společnost, která vznikla transformací a privatizací nymburského závodu ČSAD. Původně ji ovládal Karel Procházka, poté mělnická ČSAD - AB spol. s r.o. a další s ní spojené osoby. Poté v roce 1996 společnost propadla státu kvůli neuhrazení kupní ceny jejími vlastníky. Po druhé privatizaci v roce 1999 patřila nejprve pražské Lékárně na Chmelnici, v roce 2000 ji pak koupil Ing. Alois Koutek starší, jehož podíl byl postupně rozdělen mezi členy jeho rodiny. Původně společnost provozovala autobusovou i nákladní dopravu. V roce 2002 rodina Koutků získala i společnost Okresní autobusová doprava Kolín s.r.o., s níž se ČSAP postupně technicko-organizačně propojovala a na niž v roce 2007 převedla autobusovou dopravu z ČSAP. ČSAP nyní provozuje zejména nákladní dopravu, stavební práce (včetně pronájmu a prodeje stavebních strojů) a servisní činnosti včetně parkování, likvidace vozidel, čerpacích stanic apod. ČSAP je také majitelem sbírky historických autobusů, které nabízí k pronájmu, a to sama i prostřednictvím OAD.

## Historie
V roce 1992 vznikla privatizací státního podniku ČSAD Nymburk, vzniklého v roce 1990 osamostatněním dřívějšího dopravního závodu 111 Nymburk státního podniku ČSAD KNV Praha, společnost PROhealth s.r.o., která v roce 1994 byla přejmenovaná na ČSAD PROhealth s.r.o. a v roce 2000 na ČSAP s.r.o.
Společnost PROhealth s.r.o. vlastnil původně Karel Procházka z Poděbrad, 10. ledna 1994 se pak stal menšinovým vlastníkem, když tři části jeho původního podílu získali Jan Čermák, Štěpán Ševčík a Lenka Kubatová. 16. března 1994 si podíl Lenky Kubatové rozdělili Jan Čermák a Štěpán Ševčík a výrazným navýšením základního kapitálu se novým, většinovým akcionářem stala AB-cestovní a dopravní agentura s.r.o. z Mělníka, která se v listopadu 1994 přejmenovala na ČSAD - AB spol. s r.o. (v té době k názvu PROhealt přibyla i zkratka ČSAD). Od 25. dubna 1995 si Karel Procházka, Jan Čermák a Štěpán Ševčík rozdělili podíl ČSAD - AB spol. s r.o. (Jan Čermák a Štěpán Ševčík figurovali o několik let později ve společnostech ČSAD Střední Čechy spol. s r. o. a ČSAD Střední Čechy a.s.)
Od 22. února 1996, kdy bylo základní jmění více než 300násobně zvýšeno, do 21. června 1999 byl jediným vlastníkem Fond národního majetku České republiky (údajně tento majetek propadl státu proto, že státu nebyla uhrazena kupní cena).
Podruhé byl podnik privatizován formou veřejné soutěže. Od 21. června 1999 do 19. dubna 2000 byla stoprocentním vlastníkem Lékárna Na chmelnici spol. s r.o. z Prahy. 19. dubna 2000 společnost získal Ing. Alois Koutek starší (nar. 1944), od 24. července 2000 převedl polovinu na Ing. Aloise Koutka mladšího (nar. 1968) (v srpnu 2000 byla firma přejmenována na ČSAP) a k 7. prosinci 2012 bylo základní jmění sníženo téměř na čtvrtinu a vlastníky jsou polovičními podíly Alois Koutek mladší a Vlastimil Koutek.
Do roku 2007 měla ČSAP Nymburk provozovny Nymburk (v Dopravní ulici), Městec Králové, Poděbrady, Lysá nad Labem a Loučeň. Od roku 2002 docházelo k postupnému organizačně-technickému propojování s Okresní autobusovou dopravou Kolín s.r.o. Od 4. března 2007 do 10. června 2007 (linky PID již k 1. lednu 2007) byla autobusová doprava ČSAP Nymburk postupně převedena pod společnost OAD Kolín. ČSAP zůstala servisní společností pro OAD Kolín a provozovatelem nákladní dopravy a cestovní agentury.

## Autobusová doprava
ČSAP byla do roku 2007 dominantním autobusovým dopravcem v okrese Nymburk. V roce 2002 se začala zapojovat Pražské integrované dopravy, první a jedinou linkou ČSAP v SID byla od 10. prosince 2006 linka 270010 (H10) Nymburk - Kolín. V roce 2007 byly integrované i dosud neintegrované linky ČSAP nahrazeny integrovanými linkami OAD Kolín.
ČSAP provozovala i městskou autobusovou dopravu v Nymburce (linku 275001), kterou podědila po místní ČSAD. 5. května 2007 ji převzala OAD Kolín.
14. prosince 2003 byla do PID začleněna oblast Českobrodska, 1. září 2006 oblast Kolínska, 4. března 2007 oblast Kolín - Žiželice, 6. května 2007 oblast Nymburk - Milovice - Lysá nad Labem a zbylé části Kolínska a Nymburska.
6 linek na Nymbursku (398, 426, 429, 430, 433, 443) provozovala původně ČSAP a OAD je převzala k 1. lednu 2007, datum a okolnosti převedení linky 427 nejsou ze zdrojů zřejmé.
- 100398 (398) Praha, Černý Most – Sadská – Kostelní Lhota (- Poděbrady, žel. st.). Linku začala provozovat ČSAP 1. října 2002 v trase Černý Most - Mochov,[4] 14. prosince 2003 byla integrace prodloužena do Kostelní Lhoty[5]) Původně část linky mimo oblast PID nesla označení 270398.
- 230429 (429) Poříčany, žel. st. – Chrást – Velenka – Semice (začala provozovat ČSAP 14. prosince 2003, na OAD převedeno k 1. lednu 2007[5])
- 230433 (433) Pečky, žel. st. – Sadská (začala provozovat ČSAP 14. prosince 2003, na OAD převedeno k 1. lednu 2007[5]) Pokračování do Nymburka neslo číslo 270433, později byly tyto spoje převedeny na linku 270041 (H41).
- 231426 (426) Pečky, žel. st. – Klučov, Skramníky – Český Brod – Tuklaty, Tlustovousy / Úvaly (zřízena snad 27. ledna 2002,[7] začala provozovat ČSAP společně s ČSAD Polkost, na OAD převedeny spoje ČSAP k 1. lednu 2007[5])
- 270430 (430) Přerov nad Labem – Mochov (začala provozovat ČSAP 14. prosince 2003, na OAD převedeno k 1. lednu 2007[5])
- 286427 (427) Pečky - Poříčany - Vykáň (začala provozovat ČSAP 14. prosince 2003, 26. února 2006 prodloužena z Vykáně do Čelákovic, na OAD převedena snad k 1. lednu 2007[5] či již dříve[4])
- 286443 (443) Čelákovice, žel. st. – Přerov nad Labem – Sadská (začala provozova OAD[8] nebo ČSAP 14. prosince 2003,[8] na OAD převedeno k 1. lednu 2007[5]) Pokračování do Nymburka neslo číslo 270443, později 270041 (H41).

## Historické autobusy

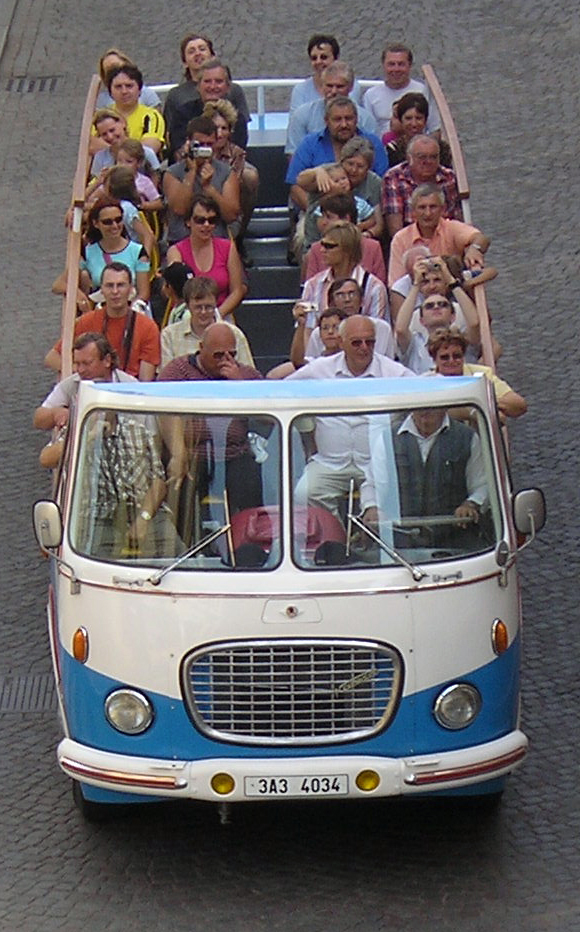
Vyhlídkový autobus na bázi Škoda 706 RTO

ČSAP je známá svou sbírkou historických autobusů, které vystavuje a provozuje na různých akcích a nabízí k pronájmu. Jde o renovované autobusy Praga RND, Škoda 706 RO, Škoda 706 RTO LUX, Škoda 706 RTO KAR, Škoda 706 RTO vyhlídkový (kabriolet), návěs pro přepravu osob Karosa NO 80 a autobusové osobní přívěsy Jelcz PO-1E a Sodomka PRK 6.